# Hullsjö församling
Hullsjö församling var en församling  i Skara stift i nuvarande Trollhättans kommun. Församlingen uppgick tidigt i Gärdhems församling.
Kyrkans plats återfinns som Hullsjö kyrkplats omtalas 1330 men inte senare.

## Administrativ historik
Församlingen har medeltida ursprung och uppgick tidigt i Gärdhems församling. Socknen omtalas sista gången 1540.